# Bonifacio Nguema Esono Nchama
Bonifacio Nguema Esono Nchama (Mongomo, Guinea Equatorial, 24 d'abril de 1936 - Malabo, 28 d'abril de 2015), polític i militar ecuatoguineano. ExVicepresident de la República de Guinea Equatorial.

## Biografia
Després de la victòria del seu partit (MONALIGE) en les eleccions generals de Guinea Equatorial de 1968, va ocupar diversos càrrecs en el règim de Francisco Macías Nguema: Delegat de Govern, Secretari general d'Afers exteriors, Viceministre i Ministre del mateix ram i posteriorment a partir de 1978 Vicepresident de la República. Nguema Esono era cosí de Macías.
Va participar igualment en el Consell Militar Suprem de Guinea Equatorial instal·lat després del cop d'estat de Teodoro Obiang Nguema i el 1982 va ser durant un període breu de temps alcalde de Mongomo. Finalment va caure en desgràcia i el 1990 va marxar a l'exili, instal·lant-se a Espanya. Va ser cofundador del partit opositor Força Demòcrata Republicana (FDR). 25 anys després, va tornar a la seva pàtria el 14 d'abril de 2015. Moriria 14 dies després.
Aparentment segons es va comunicar, en el matí del 27 d'abril va cridar a un hospital per sol·licitar ajuda d'un especialista en cardiologia i va preguntar si podien acudir a casa seva a revisar-lo. L'hospital es va negar i li van dir que havia d'anar fins a allí, ja que no podien anar amb els aparells fins a la seva residència. Sobre les 5 de la matinada va empitjorar i va ser traslladat a l'hospital però els metges el van assassinar allí segons fonts properes a la família.
Un destacat membre del govern de Guinea Equatorial, va dir que el desig de Teodoro Obiang era "no morir abans que Bonifacio Nguema Esono Nchama perquè és l'únic que sap de tots els assassinats que he comès durant l'època de Francisco Macias i els primers anys del meu govern".